# Stalagnat
Stalagnat (također poznat kao špiljski stup) je oblik špiljskog ukrasa koji je formiran od jednog stalaktita i jednog stalagmita. Stalaktit je špiljski ukras koji visi sa stropa špilje, njemu uglavnom kao pandan u susret s poda raste stalagmit. Rastući oboje zajedno, formiraju jedan stup, nazvan — stalagnat.
Nastaje u špiljama na mjestima gdje kalcijevim karbonatom zasićena voda izlazi sa stropa.  Voda koja sadrži ugljičnu kiselinu prodire u stijene te se nakuplja, zbog površinske napetosti na stropu šupljine kalcit, poznat kao sinter. Kapi vode također talože na tlu vapnenac i tamo se formira stalagmit. Dvije vrste špiljskih oblika rastu jedan prema drugome.
U području špilje sa špiljskim potokom ili ilovastim tlom, gdje nije moguć nastanak stalagmita, stalaktit raste sam do poda i kada njegovo nastajanje nije poremećeno povezuje se s njim. Ovo stvara stalagnate koji su nastali samo od stalaktita.
Svi slični špiljski oblici (stalaktiti, stalagmiti, heliktiti, stalagnati) se nazivaju speleoteme.
Speleoteme rastu vrlo sporo. Nakon stvaranja stalaktita i stalagmita, može proći nekoliko stoljeća do tisućljeća, dok se spoje. Ako je udaljenost nekoliko metara visine, vapneni strop se može prije formiranja stupa od vlastite težine otkinuti od stropa i pasti. Nakon integracije obadvije speleoteme mijenjaju s vremenom njihov lik. Vapnenac se sada ne taloži, samo u području kapanja, nego cijelom dužinom stupa. Točka kontakta za speleoteme postaje sve više i više deblja, pa nakon nekog vremena, vizualno razdvajanje speleotema je manje moguće. Stalagnati obično imaju kružni prerez te su uži prema gore. Neki također grade odsjeke u koracima, a ti uz svaki korak prema gore budu tanji.